# Uchū senkan Yamato: Harukanaru hoshi Isukandaru
Uchū senkan Yamato: Harukanaru hoshi Iscandar (宇宙戦艦ヤマト 遥かなる星イスカンダル?, Uchū senkan Yamato: Harukanaru hoshi Isukandaru) è un videogioco per PlayStation sviluppato e pubblicato dalla Bandai nel 1999, ed ispirato all'anime Star Blazers. Fa parte di una trilogia di videogiochi.